# Mikoyan-Gourevitch MiG-21I Analog

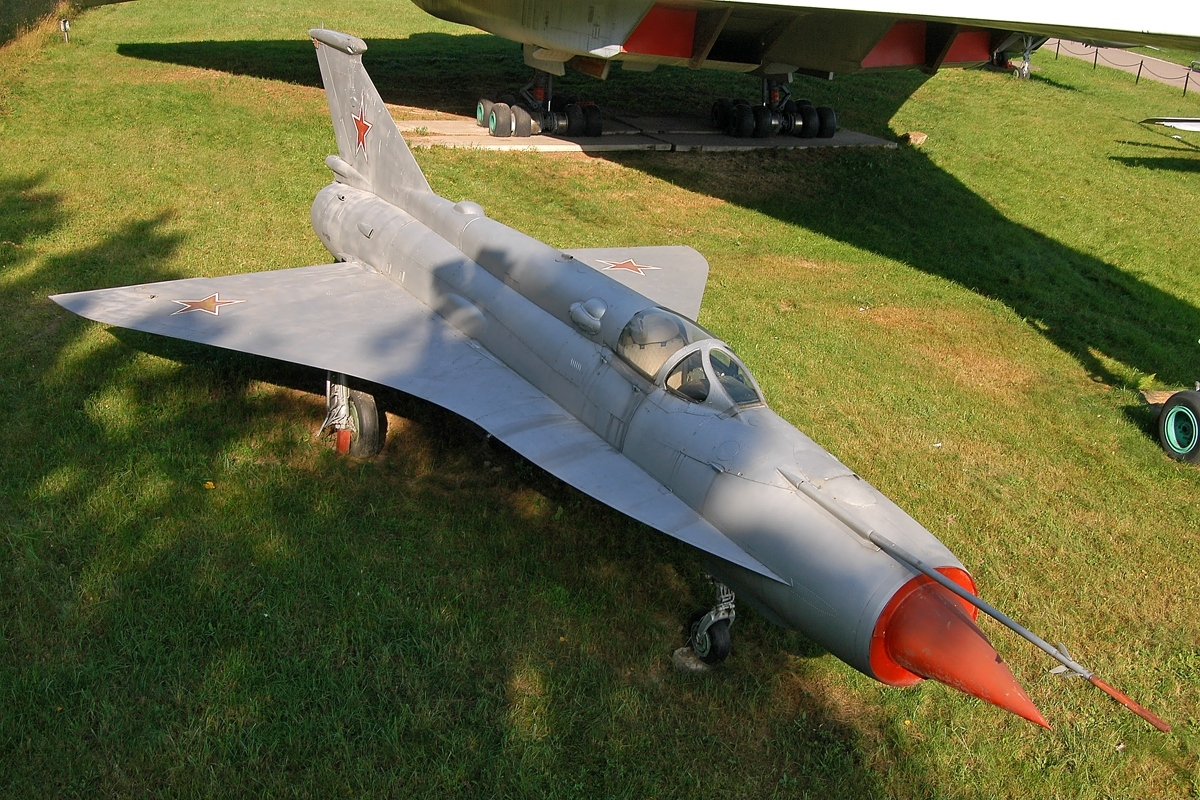
MiG-21I exposé au musée de Monino.

Le Mikoyan-Gourevitch MiG-21I Analog (en russe : Микоян-Гуревич МиГ-21и Аналог), aussi désigné A-144, est un avion expérimental construit en URSS dans les années 1960, en deux exemplaires, dans le cadre du développement du Tupolev Tu-144, avion de transport supersonique.

## Histoire

### Nécessité
La construction du Mig-21I — « I » pour « имитатор », imitator — intervient pour fixer la définition aérodynamique du Tu-144. Le bureau d'étude Tupolev avait déjà décidé d'adopter une aile delta, et plus précisément une configuration à double delta, c'est-à-dire présentant un changement d'angle de flèche assez brutal. L'expérience disponible sur ce genre de voilure en URSS étant relativement limitée, les avis étaient partagés sur la nécessité de doter l'appareil soit d'un plan horizontal classique à l'arrière en plus de la voilure delta (comme sur le chasseur MiG-21), soit d'un plan canard à l'avant pour améliorer la manœuvrabilité, soit d'une configuration delta « pure » (sans empenage horizontal, à l'image du Concorde). Pour tester, dans tous les régimes de vol, la stabilité d'un delta « pur », il est alors décidé de modifier un chasseur existant, capable de voler à Mach 2, à savoir un MiG-21.
De la même façon, les Britanniques ont testé la voilure du Concorde, en réduction, sur le Fairey Delta 2.

### Développement
Deux prototypes, présentant de légères différences sur la position des ailerons, ont été réalisés. La voilure est une réduction de celle du Tu-144, approximativement à l'échelle 30%. Le premier vol a eu lieu en avril 1968. Les tests en vol ont permis de valider la stabilité en vol de la configuration double delta « pure », et le Tu-144 est finalement réalisé avec un plan canard repliable, utilisé seulement à basse vitesse. L'Analog présentant une manœuvrabilité à basse vitesse améliorée par rapport au MiG-21 de série, il est envisagé un temps de reprendre cette configuration aérodynamique pour un avion d'attaque au sol, mais cette solution n'est pas retenue.

## Structure
Conçu comme un appareil d'expérimentation d'équipement, l'avion comprend une aile dont l'angle de flèche est variable avec 78° sur un tiers de l'envergure et 55° sur le reste.

## Exposition

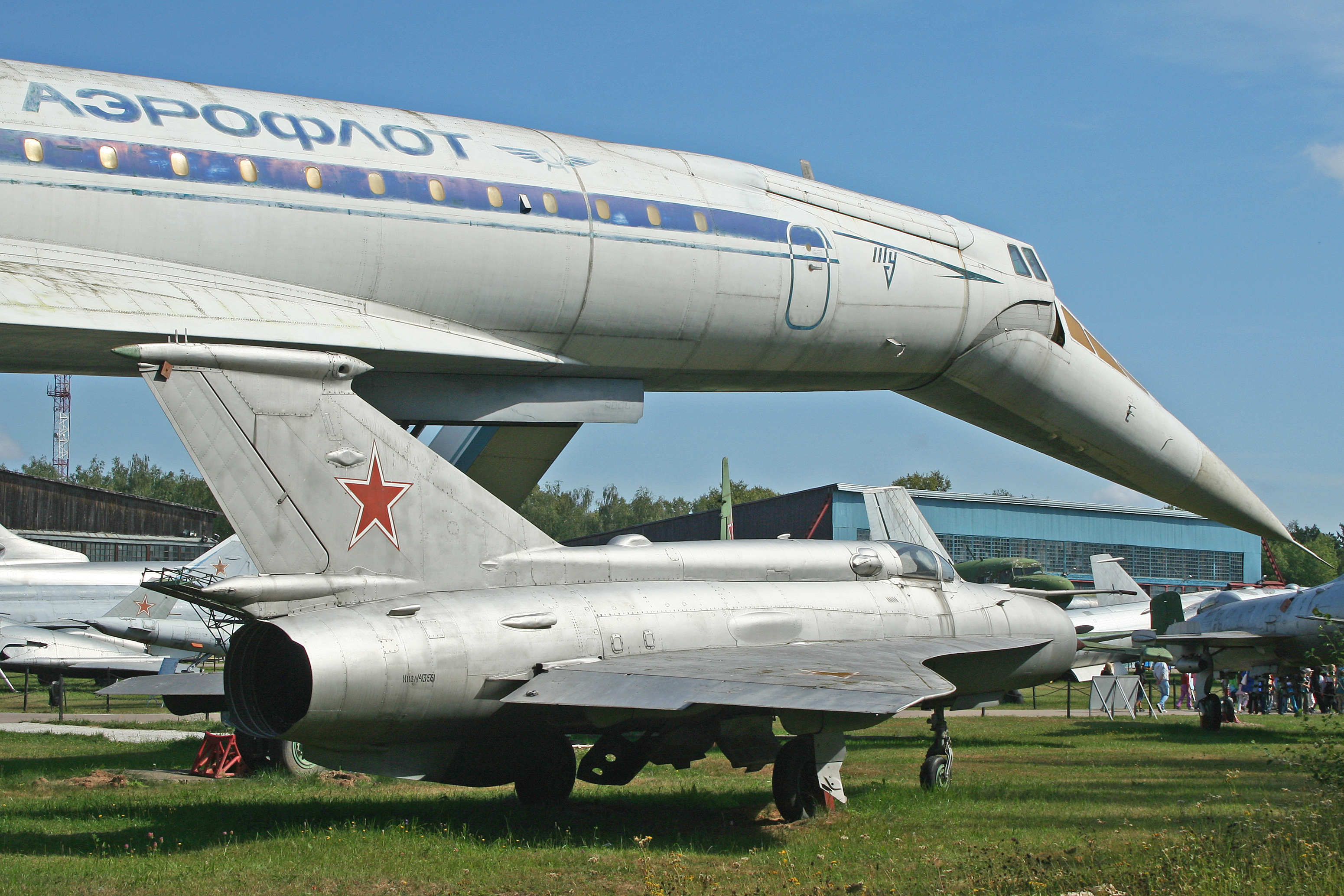
MiG-21I devant un Tupolev-144 exposés au musée de Monino.

L'un des MiG-21I Analog est exposé au musée central des forces aériennes de la fédération de Russie de Monino, à l'ombre d'un Tupolev-144.